# 金顶街道
金顶街道为中华人民共和国云南省怒江傈僳族自治州兰坪白族普米族自治县下辖的一个街道。兰坪县城即位于金顶街道的江头河。地处横断山脉南端的山谷地带，海拔2240米以上。下辖7个村委会，3个社区，78个村（居）民小组，总面积350.18平方公里，总人口为34,421人。境内居住有白族、普米族、彝族、汉族、傈僳族等9个民族，汉族仅占总人口的4%。
2022年6月16日，云南省人民政府批准撤销金顶镇，设立金顶街道、翠屏街道，9月7日正式成立。

## 地理
金顶街道境内多山地，气候属于亚热带季风性气候，年平均气温10.5℃，年均降水量1015.5mm，夏秋多雨，冬春常旱。
金顶街道以东3.5公里处有中国最大的铅锌矿——凤凰山铅锌矿。

## 行政区划
金顶街道下辖以下地区：
文兴社区、永兴社区、永祥社区、福坪村、来龙村、大龙村、金凤村、七联村、官坪村和箐门村。